# Franck Sylvain
Franck Sylvain (* 3. August 1909 in Grand-Goâve, Département Ouest; † 3. Januar 1987 in Port-au-Prince) war ein haitianischer Politiker und Präsident von Haiti.

## Biografie
Sylvain absolvierte ein Studium der Rechtswissenschaften und war anschließend als Rechtsanwalt tätig. 1934 war er Gründer der antikommunistischen Tageszeitung La Croisade (dt. Der Kreuzzug). Außerdem war er Gründer des Rassemblement Du Peuple Haitien (dt. etwa Zusammenschluss des Volkes Haitis), einer Untergrundpartei. Während der Regierung von Paul Eugène Magloire von 1950 bis 1956 war er Richter und erwarb sich einen angesehenen Ruf, nachdem er in einem Verfahren ein Urteil gegen einen engen Freund des Präsidenten aussprach.
Am 7. Februar 1957 wurde er vom Parlament als Nachfolger von Joseph Nemours Pierre-Louis kommissarischer Präsident von Haiti und setzte sich dabei gegen den wohlhabenden Plantagenbesitzer Louis Déjoie sowie den als Revolutionär betrachteten Daniel Fignolé durch. Das Präsidentenamt hatte er jedoch nur 56 Tage bis zu seiner Absetzung durch General Léon Cantave inne.
Über seine Amtszeit verfasste er Erinnerungen unter dem Titel Les 56 Jours De Franck Sylvain.